# Frontera entre el Gabon i Guinea Equatorial

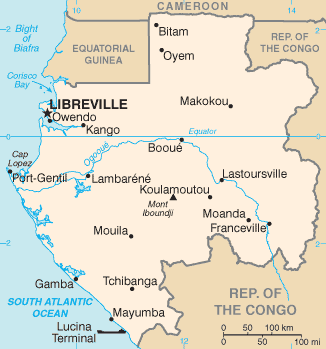

La Frontera entre Guinea Equatorial i el Gabon es compon d'una línia gairebé completament recta que corre paral·lela en les coordenades N 1 (Nord), al sud de Guinea Equatorial, des del golf de Guinea (Oceà Atlàntic) al meridià d'11 E (est). Des d'aquest punt el límit continua en línia recta sobre el meridià 11º i, al trifini entre el Camerun, el Gabon, i Guinea Equatorial al nord-est de Guinea Equatorial, amb un total de 350 km.
La frontera oriental de Guinea Equatorial va ser establerta per una convenció franco-espanyola (Convention franco-espagnole de 1900) signada al juny de 1900. Hi ha tensions entre el Gabon i Guinea Equatorial per la possessió de les illes Mbañe, Conga i Cocoteros, situades a la badia de Corisco. Les Aigües associades a aquestes illes són riques en hidrocarburs. Un mediador internacional va ser nomenat al setembre de 2008 pel Secretari General Ban Ki-moon, per abordar aquest conflicte.